# Г'ялце Тензін Рабджі
Тензін Рабджі (англ. Gyalse Tenzin Rabgye, 1638–1696) — четвертий світський правитель (Друк Десі) Бутану, який правив з 1680 до 1694 року.
Г'ялце Тензін Рабджі вважається однією з ключових постатей в буддизмі Бутану поряд із Шабдрунг Нгаванг Намг'ялом. Як правитель Бутану Тензін Рабджі продовжував розпочате Шабдрунг Нгаванг Намг'ялом зміцнення Бутану, створення монастирів і бутанської народної ідентичності. Вважається, що він вперше упорядкував zorig chusum (13 традиційних мистецтв Бутану).
1683 року він завершив будівництво Вангді-Пходранг-дзонг, розпочате Шабдрунг Нгаванг Намг'ялом 1638. 1688 — перебудував Монастир Танго. Нині цей монастир є резиденцією реінкарнації Тензіна Рабджі, тут збереглась кімната Тензіна Рабджі, оформлена на його замовлення, яка вважається одним з найкрасивіших священних місць Бутану) 1692 року відвідав священну печеру Taktsang Pelphug під час свята Цечу та заснував храм, присвячений Падмасамбхаві. Храм відомий як Такцанг-лакханг (Храм Гуру із вісьмома іменами), був завершений 1694 року.)